# Docteur Marcus Welby
Pour les articles homonymes, voir Welby.
Docteur Marcus Welby (Marcus Welby, M.D.) est une série télévisée américaine en 173 épisodes de 50 minutes, créée par David Victor constituée d'un pilote diffusé le 26 mars 1969, puis entre le 23 septembre 1969 et le 4 mai 1976 sur le réseau ABC.
Au Québec, la série a été diffusée à partir du 6 septembre 1971 à la Télévision de Radio-Canada, en France et en Belgique, à la fin des années 1970 sur Télé Luxembourg et à partir du 6 août 1987 sur M6.

## Distribution
- Robert Young (VQ : Pascal Rollin) : Marcus Welby
- James Brolin (VQ : Hubert Noël) : Steven Kiley
- Elena Verdugo (VQ : Arlette Sanders) : Consuelo Lopez
- Pamela Hensley (VQ : Diane Arcand) : Janet Blake (saison 7)
- Sharon Gless : Kathleen Faverty (saisons 6 et 7, 20 épisodes)
- Gavin Brendan : Phil Porter (saison 7, 10 épisodes)

 Source et légende : version québécoise (VQ) sur Doublage.qc.ca

## Épisodes

### Pilote (1969)
Une question d'humanité (A Matter of Humanities)